# Csókay András
Csókay András (Budapest, 1956. február 16. –) nemzetközi hírű magyar idegsebész.

## Tanulmányok
Csókay András az ELTE Apáczai Csere János Gimnáziumában érettségizett 1974-ben. 1975-től 1980-ig a Budapesti Műszaki Egyetem Építőmérnöki karán tanult, majd ott szerzett diplomát 1980-ban. Pályáját mérnökként kezdte, majd három év múltával pályát módosított, és 1983 és 1989 között a Semmelweis Orvosi Egyetemen folytatta tanulmányait, ahol 1989-ben orvosi diplomát szerzett, majd 1994-ben idegsebész szakvizsgát tett.

## Életpályája
1989-től, mint szakorvosjelölt az Országos Idegsebészeti Intézet munkatársa lett Budapesten, majd 1993-tól az Országos Baleseti Intézetben dolgozott. 2003 és 2007 között Szombathelyen élt és a Markusovszky kórház idegsebészeti osztályát vezette. 2007-ben visszaköltözött Budapestre, egyetemi oktató lett alma materében, a Semmelweis Orvosi Egyetemen. Párhuzamosan, 2009-ig, a Szent János kórház idegsebészeti osztályát irányította, majd 2010-től a Miskolc Megyei kórház idegsebészetének vezetője lett és ott folytatta gyógyító tevékenységét. Ettől kezdve folyamatosan ingázott Miskolc és Budapest között, mert felesége és gyermekei a fővárosban maradtak.
Három év múlva újra visszaköltözött Budapestre, és 2013. augusztus elsejétől a Magyar Honvédség Egészségügyi Központ idegsebészeti osztályának vezető főorvosa lett. Ide magával hozta az általa kifejlesztett két innovációs műtéti technikát is, nevezetesen az agyi érvarrást és az új tumorkezelési technikát. Kezdetben a súlyos koponya és gerincsérültek gyógyítására specializálódott, megkülönböztetett figyelemmel a gyermek koponyasérültekre. Ennek kapcsán lett szereplőjévé Hadas Krisztina Gyerekkórház és Igazi vészhelyzet című dokumentumfilm-sorozatainak, melyekben először esett szó az általa kifejlesztett innovációkról a súlyos koponyasérültek sebészi kezelésében, mely később PhD dolgozata témája is lett.

## Nemzetközi jelentőségű műtét
2003 óta az agyi mikrosebészetben végzett gyakorlati tudományos kutatásokat. Mottója, hogy ne az élőkön gyakoroljanak az orvosok, ezért minden nap egy órát a boncteremben, friss elhunytakon gyakorolt. Idegsebészeti újításai a kontemplatív megközelítés alkalmazásával váltak lehetővé. Ezek az innovációk később a nemzetközi orvostudományi világban is széles körben elismerést nyertek, sokan alkalmazták őket, és olyan neurosebészeti problémák tekintetében vezettek előrelépéshez, amelyek korábban nem voltak leküzdhetők. Az ekkor szerzett gyakorlati felfedezései lettek tudományos munkásságának alapjai, ezekre hagyatkozhatott a bangladesi sziámi ikerpár szétválasztásának 30 órás műtétje során.
Az ikerpár tagjainak, Rabejának és Rokejának a szétválasztására még 2017-ben kérték fel őket. 2019. augusztus elején Csókay vezette a Cselekvés a Kiszolgáltatottakért Alapítvány több mint 30 fős, idegsebészekből, plasztikai sebészekből, aneszteziológus és intenzív terápiás szakorvosokból, illetve egészségügyi dolgozókból álló csapatát; és ő vezényelte le a fejüknél összenőve született bangladesi sziámi ikerpár végső szétválasztó műtétjét, a dakkai katonai kórházban. 2021 márciusában az ikerpár véglegesen elhagyhatta a kórházat és azóta a szüleikkel élnek együtt.
A dakkai, sziámi ikerpárt szétválasztó műtét, melynek híre bejárta a világsajtót, rendre felvetette a kérdést, hogy mi a titka annak, hogy Csókayiék megoldást találtak egy addig megoldhatatlannak tartott orvosi kihívásra. A kérdésre Csókay azt válaszolta, hogy hivatása mély, intellektuális elsajátítása mellett a spiritualitás előtérbe helyezése tette lehetővé számára a sikeres operációt. Megerősítette, hogy Jézus-imája során kapta az ötletet az agyi vénák elválasztásának új, lehetséges módjára. Később a nemzetközi orvosi szaklapokban való publikációiban is arra törekedett, hogy elfogadtassa hitvallását: "Istenhit nélkül nem sikerült volna szétválasztani a sziámi ikreket."

## Kutatások
Csókay 1998-ban tette ismertté az általa kifejlesztett éralagút-technikát, amely egy új módszer a súlyos traumás agyduzzadás kezelésére, egy új fejlesztés a koponya-térnyerési technikák műtéti megoldásaira. Az éralagút-technika lényege, hogy a koponyatető eltávolítása után az ereket egy alagúttal védik meg az elzáródástól. Új, mikrosebészeti pontosságot fokozó, technika az agyi érvarrások pontosabbá tételére. Legfontosabb eredménye a napi friss kadaver gyakorlatok bevezetése az elmúlt 18 évben. Ezzel új gyakorlati sebészeti innovációk kifejlesztése, a műtéti pontosság és gyorsaságban való előrelépés.

## Karitatív tevékenység
Csókay 2002 óta tart evangelizációs tanúságtételeket eddig több, mint 800-ra került sor. Média megjelenései is elsősorban ezzel, a vállalt missziójával, kapcsolatosak.
2002-ben Csókay a Cselekvés a Kiszolgáltatottakért Alapitvány szellemi alapitója, majd 17 éven keresztül az alapítvány kuratóriumának elnöke. Teréz anya "nálam a szeretet CSELEKVÉST jelent" hitvallása ihlette az alapítvány névválasztását.
Jelenleg a Jót Tenni Jó Alapítvány  (angol név: Doing Good Is Good Foundation) egyik alapítójaként folyamatosan evangelizál, beszél a Hit és Tudomány kapcsolatáról; evangélizációs missziója során azt az üzenetet közvetíti, hogy Jézus áldozatát a tudósokért is hozta. Fő mondanivalója, hogy  a tudomány módszereivel is el lehet fogadtatni a feltámadást az értelem által. 2016 ban elindított egy nigériai idegsebészeti missziót Onitshaban melyhez csatlakozott az Afréka Nemzetközi Humanitárius Alapítvány. A két alapítvány karöltve végzi a nigériai missziót. Az ezzel kapcsolatos szellemi harcról is szólnak Csókay előadásai, médiaszereplései.
Vallja, a  Jót Tenni Jó Alapitvány legfőbb célja korunk legnagyobb világjárványával, az abortusszal, szembeni küzdelem evangéliumi úton, a hit és értelem segítségével. Személyes megtapasztalásait adja közre, közben nem titkolva esendő emberi mivoltát.

## Család
Nős, felesége Altay Daniella. öt gyermekük született, Gergely (1981), Bence (1982), Barnabás (1994), Bernadett (1999) és Márton (2004). Utóbbi 2014-ben elhunyt.
Csókay és felesége a 2020-as év „Házasság hete” programsorozatának „arcai” voltak, mely során közös előadásaikban nyíltan beszéltek saját életük megélt nehézségeiről is.

## Díjai, elismerései
- Prima díj (2005)
- A Magyar Köztársasági Érdemrend középkeresztje (2011)[35]
- Semmelweis Ignác-díj (2018)
- Budapest díszpolgára (2019)
- Óbuda-Békásmegyer díszpolgára (2020)

## Főbb publikációi
- András C, Josvai A, Gergely C, et al. The Importance of Daily Fast Fresh Cadaver Dissection (How can we organize it?). J Neurol Stroke. 2019;9(1):1‒3. DOI: 10.15406/jnsk.2019.09.00336[2]
- Csokay A, Emelifeonwu JA, Fugedi L, Valalik I, Lang J: The importance of very early decompressive craniectomy as a prevention to avoid the sudden increase of intracranial pressure in children with severe traumatic brain swelling (retrospective case series), CHILDS NERVOUS SYSTEM 28: (3) pp. 441–444.
- Csókay A, Imreh D, Papp A, Valálik: Straight needle with fingertip support technique reduces exclusion time during bypass (in vitro, in vivo animal study): a technical note, ACTA NEUROCHIRURGICA 154: (10) pp. 1851–1854.[2]
- Csokay A, Lang J, Lajgut A, Pentelenyi T, Valalik I: In vitro and in vivo surgical and MRI evidence to clarify the effectiveness of the vascular tunnel technique in the course of decompressive craniectomy., NEUROLOGICAL RESEARCH 33: (7) pp. 747–749.[2]
- Csokay A, Valalik I, Jobbagy A: Early experiences with a novel (robot hand) technique in the course of microneurosurgery., SURGICAL NEUROLOGY 71: (4) pp. 469–472.[2]
- Csokay A, Pataki G, Nagy L, Belan K: Vascular tunnel construction in the treatment of severe brain swelling caused by trauma and SAH. (Evidence based on intra-operative blood flow measure), NEUROLOGICAL RESEARCH 24: (2) pp. 157–160.[2]
- Csókay A, Együd L, Nagy L, Pataki G: Vascular tunnel creation to improve the efficacy of decompressive craniotomy in post-traumatic cerebral edema and ischemic stroke, SURGICAL NEUROLOGY 57: (2) pp. 126–129.[2]
- Pataki G. et al.Csókay A. (last author) Successful multistaged operative separation of 3-year-old craniopagus twins in a multidisciplinary, international collaboration  Surgery 168 (2020) 226-230

## Könyvek
- Martha Tailor [Radnai Gáborné]: Alagút az agyban. Beszélgetés Dr. Csókay András idegsebésszel; Radnai, Bp., 2002
- Alagút az agyban. Gondolatok, cselekedetek és csodák; Arcvonal Irodalmi Kávézó, Bp., 2004
- A hit nem elméleti kérdés. Csókay András agysebésszel beszélget Halász Zsuzsa; Kairosz, Bp., 2005 (Miért hiszek?) ISBN 963 7510 745
- Ha Isten velünk, ki ellenünk? Van kiút a hazai válságból; Kairosz, Bp., 2007, ISBN 978-963-662-042-4
- Magyarság a hivatásunk. Csókay Andrással beszélget Csengei Ágota; Kairosz, Bp., 2007 (Magyarnak lenni)
- Bátorság az örömhöz ; Kairosz Könyvkiadó, 2008, ISBN 978 963 662 151 3
- Lélekjelenlét. Szellemi ébredés kell!; Kairosz Könyvkiadó, 2009, ISBN 978 963 66221 0 7
- Alagút az agyban. Gondolatok, cselekedetek és csodák; Masszi Kiadó, 2009, ISBN 978 963 985 115 3
- Muhari-Papp Sándor Balázs–Csókay András: Művészet és idegsebészet együtt a hitben ; Kairosz, 2011, ISBN 978-963-662-450-7
- Agysebészet rózsafüzérrel. Vallomások útközben; Szt. István Társulat, Bp., 2013, ISBN 978 963 277 408 4
- Muhari-Papp Sándor Balázs–Csókay András: Művészet és idegsebészet együtt a hitben; 2. átdolg. kiad.; Kairosz, Bp., 2015
- Idegsebészet és hétköznapi misztika. "Jól látod, apu!"; Szt. István Társulat, Bp., 2016
- Csókay András–Skrabski Fruzsina: Párbeszéd a megpróbáltatásról, a létről és a jelenlétről; Éghajlat, Bp., 2019
- Muhari-Papp Sándor Balázs–Csókay András: Kómámtól Bangladesig; Kairosz, Bp., 2019
- Orvosmissziók Jézus imával; Szt. Gellért kiadó, Bp., 2020
- Istennel a műtőben. Interjúkötet dr. Csókay Andrással; riporter Martí Zoltán; 777 Közösség Egyesület, Bp., 2020